# John Kneubel
John H. Kneubel Jr, także John H. Knuebel (ur. 10 lutego 1890 w Wolcottsville, zm. 18 czerwca 1957 w Strefie Kanału Panamskiego) – amerykański strzelec, medalista mistrzostw świata.

## Życiorys
Urodził się w Wolcottsville w stanie Nowy Jork, lecz związany był z miastem Buffalo. Wstąpił do armii w 1910 roku. W 1912 roku był kapralem w 74 Pułku Piechoty stanu Nowy Jork i członkiem New York National Guard. W tym samym roku zwyciężył w karabinie dowolnym w trzech postawach z 300 m podczas Pan American Rifle Match w Buenos Aires. W 1913 roku był porucznikiem, zaś w 1922 roku kapitanem. W późniejszych latach był trenerem wielu amerykańskich drużyn strzeleckich. W latach 30. dosłużył się stopnia majora.
Kneubel był dwukrotnym medalistą mistrzostw świata. Na zawodach rozegranych w 1913 roku uplasował się na najniższym stopniu podium w karabinie dowolnym leżąc z 300 m, przegrywając wyłącznie z Achillem Paroche i Konradem Stähelim. W zawodach drużynowych w karabinie dowolnym w trzech postawach z 300 m również zdobył brąz (skład zespołu: Ernest Eddy, Frederick Heidenreich, John Kneubel, Cedric Long, Edward Sweeting), uzyskując najlepszy rezultat w amerykańskiej reprezentacji.
Był żonaty, miał jedną córkę (Gretchen Rose). Jego pierwsza żona zmarła w 1916 roku.

## Medale mistrzostw świata
Opracowano na podstawie materiałów źródłowych:
| Mistrzostwa     | Konkurencja                                     | Wynik                                         | Miejsce |
| --------------- | ----------------------------------------------- | --------------------------------------------- | ------- |
| Camp Perry 1913 | Karabin dowolny leżąc, 300 m                    | 354 pkt.                                      |         |
| Camp Perry 1913 | Karabin dowolny, trzy postawy, 300 m, drużynowo | 4578 pkt. (druż.) 959 pkt. ind. (354–326–279) |         |